# Гривенское сельское поселение (Краснодарский край)
Гривенское се́льское поселе́ние — муниципальное образование в Калининском районе Краснодарского края России. 
В рамках административно-территориального устройства Краснодарского края ему соответствует Гривенский сельский округ.
Административный центр — станица Гривенская.

## История
Образовано 1 января 2006 года.

## Население
| 2010  | 2012  | 2013  | 2014  | 2015  | 2016  | 2017  |
| ----- | ----- | ----- | ----- | ----- | ----- | ----- |
| 6906  | ↘6847 | ↘6787 | ↘6779 | ↘6777 | ↘6682 | ↘6632 |
| 2018  | 2019  | 2020  | 2021  | 2023  |       |       |
| ↘6620 | ↘6547 | ↘6516 | ↗6526 | ↘6426 |       |       |

## Населённые пункты
В состав сельского поселения (сельского округа) входят 3 населённых пункта:
| № | Населённый пункт | Тип населённого пункта | Население (чел.) |
| - | ---------------- | ---------------------- | ---------------- |
| 1 | Гривенская       | станица                | ↘4310            |
| 2 | Лебеди           | хутор                  | ↗1755            |
| 3 | Пригибский       | хутор                  | ↘428             |